# Cantonul Bélâbre
Cantonul Bélâbre este un canton din arondismentul Le Blanc, departamentul Indre, regiunea Centru, Franța.

## Comune
- Bélâbre (reședință)
- Chalais
- Lignac
- Mauvières
- Prissac
- Saint-Hilaire-sur-Benaize
- Tilly